# Виквалин
Виквалин (МНН) (кодовое название разработки PK-5078) — антидепрессант и анксиолитик, который никогда не был представлен на рынке. Он действует как мощный и селективный серотонин-высвобождающий агент и ингибитор обратного захвата серотонина. Кроме того, виквалин вытесняет диазепам из рецептора ГАМКA и вызывает бензодиазепиноподобные эффекты, что указывает на то, что он также является положительным аллостерическим модулятором бензодиазепинового участка рецептора ГАМКА. Препарат в основном исследовался как потенциальное средство для лечения алкоголизма.